# Merolino Sikirevačko
Merolino Sikirevačko es una localidad de Croacia en el ejido del municipio de Strizivojna, condado de Osijek-Baranya.

## Geografía
Se encuentra a una altitud de 80 m s. n. m. a 237 km de la capital nacional, Zagreb.

## Demografía
Para la fecha del censo 2011 la localidad se encontraba deshabitada.
| Gráfica de población de Merolino Sikirevačko 1857-2011              |
|                                                                     |
| Según los censos de población de la oficina estadística de Croacia. |